# This Is Us
This Is Us är pojkbandet Backstreet Boys sjunde album. Det släpptes 6 oktober 2009. På albumet har de gått tillbaka till sina "rötter" och vad som gjorde dem kända från första början, nämligen starka popmelodier med inslag av R'n'B. Detta betyder att de samarbetat med Max Martin igen, den svenske låtskrivaren som gett Backstreet Boys många av deras absolut största hits, bland annat: "I Want It That Way", "As Long As You Love Me", "Shape of My Heart", "Everybody" och "The Call".
Första singeln från albumet är "Straight Through My Heart".

## Låtlista
- Straight Through My Heart - 3:28
- Bigger - 3:16
- Bye Bye Love - 4:21
- All Of Your Life (You Need Love) - 3:55
- If I Knew Then - 3:17
- This Is Us - 3:03
- PDA - 3:47
- Masquerade - 3:04
- She's A Dream - 3:59
- Shattered - 3:54
- Undone - 4:14
- Helpless - 3:32